# GBA傳輸線
GameCube – Game Boy Advance 傳輸線（DOL-011）是一种用来将Game Boy Advance（GBA）和GameCube（NGC）连接的传输线缆。该传输线为不同的游戏提供不同的功能。这些功能包括但不限于：解锁附加内容，将GBA转换为第二屏幕，将GBA转换为单独的控制器或在相关游戏之间传输游戏内物品。当与Game Boy Player配件一起使用时，GBA可用于控制通过GameCube运行的任何Game Boy系列游戏。
线缆有一端插入GameCube控制器插槽，另一端插入GBA的扩展端口。该线缆兼容GameCube主机和原版Wii主机，以及Game Boy Advance，Game Boy Advance SP，Game Boy Player和任天堂电子读取器。由于Game Boy Micro具有不同形状的链接端口，所以官方版本电缆不适用于该机型，但一些爱好者自制了可以与Game Boy Micro使用的线缆，并且可以与Game Boy Micro正常使用。
《索尼克大冒险2》 是第一款使用GBA傳輸線的GameCube游戏。

## 游戏
以下是兼容GBA傳輸線的GameCube游戏和其对应的Game Boy Advance游戏的列表，如果没有对应的Game Boy Advance游戏，Game Boy Advance游戏一栏会显示为不适用。
| GameCube 游戏                                                                                                | Game Boy Advance 游戏                                                | 功能 |
| --- | -------------------------------------------------------------------- | --- |
| 《全明星棒球 2004》                                                                                          | 《全明星棒球 2004》                                                  | 在两个版本之间交换集换式卡牌。 |
| 《Amazing Island》                                                                                           | 不適用                                                               | 解锁新的游戏内容。 |
| 《動物森友會》                                                                                               | 不适用 （可选E讀卡機）                                               | 它被用作GameCube的第二个屏幕，用于游戏的图案设计模式，进入秘密岛屿和/或与岛民玩电子宠物风格的迷你游戏，以及玩下载的NES游戏。 与电子读取器配合使用时，它可以扫描兼容的卡片以获得奖品，图案和城镇风格。欧洲版游戏不支持电子读取器。 |
| 《蝙蝠侠：辛特组的复活》                                                                                     | 不適用                                                               | 解锁GBA版本的特殊游戏模式，但无法保存。 两个欧洲版本的游戏都没有GBA链接的选项。 |
| 《光与蛋：利哈恰的大冒险》                                                                                   | 不適用                                                               | 解锁额外的迷你游戏。 |
| 《古惑狼：皮质的愤怒》                                                                                       | 不適用                                                               | 启用秘密小游戏。 |
| 《古惑狼赛车》                                                                                               | 《古惑狼赛车》                                                       | 交替解锁三个角色（N. Oxide，N Trophy 和 Spyro）和所有四个作弊秘籍。 |
| 《Dakar 2》                                                                                                  | 不適用                                                               | 用于在GBA上游玩未发布的GBA版本的游戏。 |
| 《迪斯尼体育 篮球》                                                                                          | 不適用                                                               | 将屏幕截图从GBA传输到GCN版本游戏中。 |
| 《迪斯尼体育_足球》                                                                                          | 不適用                                                               | 将屏幕截图从GBA传输到GCN版本游戏中。 |
| 《Disney's Magical Mirror Starring Mickey Mouse》                                                            | 《迪士尼：米奇和米妮的魔法冒险》                                     | 解锁新的游戏内容，将GBA版本中的游戏物品传送到NGC版本中。 |
| 《FIFA 足球 2004》                                                                                           | 不適用                                                               | 解锁新内容并传输游戏进度。 |
| 《最终幻想水晶编年史》                                                                                       | 不適用                                                               | 在多人游戏模式中的每个玩家都需要使用GBA。允许每个玩家控制他们的角色并访问个人角色的菜单，而不会中断游戏。 |
| 《火焰之纹章 苍炎之轨迹》                                                                                    | 《火焰之纹章 烈火之剑》, 《火焰之纹章 圣魔之光石》                   | 解锁“光辉之路”中的额外内容。 |
| Game Boy Player (一个GameCube附件，用于在GameCube上游玩大多数Game Boy，Game Boy Color和Game Boy Advance游戏) | 不適用                                                               | GBA可以代替GameCube控制器作为游戏的控制器。 |
| 《哈利·波特与密室》                                                                                          | 不適用                                                               | 解锁新内容。 |
| 《哈利·波特与阿兹卡班的囚徒》                                                                                | 不適用                                                               | 解锁新内容。 |
| 《哈利波特：魁地奇世界盃》                                                                                   | 不適用                                                               | 允许在游戏间转移Quidditch卡。 |
| 《牧场物语:美丽人生》                                                                                        | 《牧場物語 礦石鎮的夥伴們》系列                                      | 解锁新的内容。 |
| 《牧场物语:另一段美丽人生》                                                                                  | 《牧場物語 更多的礦石鎮的夥伴們》                                    | 解锁新的内容。 |
| 《风火轮 疾速赛车X》                                                                                         | 不適用                                                               | 解锁新的内容。 |
| 《詹姆斯邦德007：谁与争锋》                                                                                  | 不適用                                                               | 用来在NGC版本中帮助玩家或用于合作游戏模式。 |
| 《转转鸟猛击！》                                                                                             | 不適用                                                               | 用来游玩可解锁的小游戏。 |
| 《薩爾達傳說 四人之劍+》                                                                                     | 不適用                                                               | GBA可以代替GameCube用作单个玩家的游戏控制器。还可以与多达四名玩家一起选择多人合作玩法，但每位玩家需要单独的GBA和有线电视。 |
| 《薩爾達傳說 風之律動》                                                                                      | 不適用                                                               | 启用可选的双人合作游戏。 |
| 《魔戒三部曲：王者再臨》                                                                                     | 不適用                                                               | 解锁新内容。 |
| 《Madden NFL 2003》                                                                                          | 不適用                                                               | 用作交互式记分牌。 |
| 《Madden NFL 2004》                                                                                          | 不適用                                                               | 允许玩家在NGC版本中使用Madden卡片。 |
| 《Mario Golf: Toadstool Tour》                                                                               | 《Mario Golf: Advance Tour》                                         | 解锁新内容并传输游戏进度。 |
| 《马里奥赛车 双重冲击！！ Bonus Disc》                                                                       | 《火焰之纹章 烈火之剑》                                              | 解锁只能从Bonus Disc中获得的独家商品，并解锁音乐99和100。 GBA链接选项在欧洲版本《火焰之纹章 烈火之剑》中不存在，因为Bonus Disc没有在欧洲发布。                                                                                    |
| 《徽章战士：无限》                                                                                           | 《徽章战士》 系列                                                    | 解锁两个隐藏角色。 |
| 《荣誉勋章：昇阳》                                                                                           | 《荣誉勋章：渗入者》                                                 | 在Game Boy Advance上显示当前关卡的地图。 |
| 《洛克人X 指令任務》                                                                                         | 不適用                                                               | 作为第二屏幕。 |
| 《银河战士Prime》                                                                                            | 《银河战士 融合》                                                    | 在《银河战士Prime》中解锁NES游戏《银河战士》版本中的融合西装。 |
| 《NASCAR Thunder 2003》                                                                                      | 不適用                                                               | 管理玩家的汽车数据。 |
| 《任天堂GameCube预览光盘》                                                                                   | 不適用                                                               | 用来游玩可下载游戏《瓦力欧制造》和《马里奥医生》 |
| 《任天堂益智合集》                                                                                           | 不適用                                                               | 用作控制器。也可以通过益智联盟的GBA端口下载NES游戏《马里奥医生》和《耀西》 |
| 《Pac-Man Vs.》                                                                                              | 不適用                                                               | 必须需要GBA连接才可以游玩。三名玩家扮演寻找吃豆人的幽灵，他们看着电视机屏幕。而第四个玩家控制GBA上的吃豆人，只有当玩家是吃豆人时，他才能看到整个地图和分数点。                                                                    |
| 《梦幻之星在线》系列                                                                                         | 不適用                                                               | 解锁新游戏内容。 |
| 《精靈寶可夢 紅寶石·藍寶石》                                                                                 | 《精灵宝可梦》系列                                                   | 允许玩家在两个版本中传送宝可梦。但冒险模式只能在精靈寶可夢 紅寶石或精靈寶可夢 藍寶石中运行，这使得玩家可以使用GameCube控制器在电视机屏幕上游玩这些GBA游戏（像Game Boy Player）。                                                  |
| 《精靈寶可夢頻道 ～和皮卡丘一起！～》                                                                        | 《精灵宝可梦》系列                                                   | 允许玩家在两个版本中传送宝可梦。 |
| 《神奇宝贝斗兽场》 (包括Bonus Disc)                                                                          | 《精灵宝可梦》系列                                                   | 允许玩家在两个版本中传送宝可梦。并且可以在斗兽场中使用GBA发布命令进行战斗。 |
| 《口袋妖怪 XD：暗黑的路基亚》                                                                                | 《精灵宝可梦》系列                                                   | 允许玩家在两个版本中传送宝可梦。并且可以使用GBA在XD中发布命令进行战斗。 |
| 《波斯王子：时之砂》                                                                                         | 《波斯王子：时之砂》                                                 | 解锁新的游戏内容并同步游戏进度。 |
| 《雷曼3：强盗侵袭》                                                                                          | 无（可选《雷曼3：强盗侵袭》）                                        | 允许在某些迷你游戏中使用多人游戏。如果使用GBA版本，将解锁额外的迷你游戏。 |
| 《公路旅行：街机版》                                                                                         | 《公路旅行：移动齿轮》                                               | 解锁新的内容，将GBA用作游戏控制器 |
| 《The Sims: Bustin' Out》                                                                                    | 无 （可选《The Sims: Bustin' Out》）                                 | 解锁新的内容，传输游戏进度。 |
| 《索尼克大冒险2：城堡》                                                                                      | 无（可选《索尼克Advance》、《索尼克Advance 2》或《索尼克弹珠派对》） | 将Chao转移到Tiny Chao Garden（类似于VMU的Chao Adventure）。如果连接到GBA游戏，用户可以将Chao保存到GBA的Tiny Chao Garden。 |
| 《索尼克大冒险 DX：导演剪辑》                                                                                | 无（可选《索尼克Advance》、《索尼克Advance 2》或《索尼克弹珠派对》） | 将Chao转移到Tiny Chao Garden（类似于VMU的Chao Adventure）。如果连接到GBA游戏，用户可以将Chao保存到GBA的Tiny Chao Garden。 |
| 《SSX极限滑雪 3》                                                                                            | 《SSX极限滑雪 3》                                                    | 在GBA和NGC版本之间转移现金。 |
| 《星球大战：侠盗中队III：反叛打击》                                                                          | 不適用                                                               | GBA屏幕/控制可用于在Versus模式下单独发布僚机命令。 |
| 《老虎伍兹职业高尔夫PGA巡回赛2004》                                                                          | 不適用                                                               | 解锁新内容。 |
| 《细胞分裂》                                                                                                 | 无 （可选《细胞分裂》）                                              | GBA可用作NGC版本的迷你地图/雷达。如果使用GBA版本，可以为GBA解锁额外的关卡。 |
| 《縱橫諜海：潘朵拉計劃》                                                                                     | 无（可选《縱橫諜海：潘朵拉計劃》）                                   | GBA可用作NGC版本的迷你地图/雷达。如果使用GBA版本，可以为GBA解锁额外的关卡。 |
| 《縱橫諜海：混沌理論》                                                                                       | 不適用                                                               | GBA可用作迷你地图/雷达。 |
| 《Wario World》                                                                                              | 不適用                                                               | 发送试玩版《瓦力欧制造》至GBA。 |
| 《WarioWare, Inc.: Mega Party Game$!》                                                                       | 不適用                                                               | GBA可以替代GameCube控制器作为游戏的控制器。 |